# Marcheseuil
Marcheseuil és un municipi francès, situat al departament de la Costa d'Or i a la regió de Borgonya - Franc Comtat. L'any 2007 tenia 148 habitants.

## Demografia

### Població
El 2007 la població de fet de Marcheseuil era de 148 persones. Hi havia 62 famílies, de les quals 17 eren unipersonals (7 homes vivint sols i 10 dones vivint soles), 28 parelles sense fills, 10 parelles amb fills i 7 famílies monoparentals amb fills.
La població ha evolucionat segons el següent gràfic:
Habitants censats

### Habitatges
El 2007 hi havia 128 habitatges, 66 eren l'habitatge principal de la família, 48 eren segones residències i 15 estaven desocupats. 125 eren cases i 2 eren apartaments. Dels 66 habitatges principals, 61 estaven ocupats pels seus propietaris, 3 estaven llogats i ocupats pels llogaters i 2 estaven cedits a títol gratuït; 1 tenia una cambra, 3 en tenien dues, 11 en tenien tres, 18 en tenien quatre i 33 en tenien cinc o més. 55 habitatges disposaven pel capbaix d'una plaça de pàrquing. A 29 habitatges hi havia un automòbil i a 30 n'hi havia dos o més.

### Piràmide de població
La piràmide de població per edats i sexe el 2009 era:
| Homes | Edats   | Dones |
| ----- | ------- | ----- |
| 0     | 95 o +  | 4     |
| 0     | 90 a 94 | 0     |
| 0     | 85 a 89 | 8     |
| 0     | 80 a 84 | 0     |
| 12    | 75 a 79 | 4     |
| 8     | 70 a 74 | 8     |
| 8     | 65 a 69 | 8     |
| 8     | 60 a 64 | 8     |
| 4     | 55 a 59 | 4     |
| 4     | 50 a 54 | 4     |
| 4     | 45 a 49 | 4     |
| 12    | 40 a 44 | 0     |
| 4     | 35 a 39 | 0     |
| 4     | 30 a 34 | 4     |
| 0     | 25 a 29 | 4     |
| 4     | 20 a 24 | 0     |
| 4     | 15 a 19 | 4     |
| 0     | 10 a 14 | 0     |
| 0     | 5 a 9   | 0     |
| 4     | 0 a 4   | 4     |

## Economia
El 2007 la població en edat de treballar era de 77 persones, 55 eren actives i 22 eren inactives. De les 55 persones actives 53 estaven ocupades (30 homes i 23 dones) i 3 estaven aturades (1 home i 2 dones). De les 22 persones inactives 10 estaven jubilades, 2 estaven estudiant i 10 estaven classificades com a «altres inactius».

### Ingressos
El 2009 a Marcheseuil hi havia 78 unitats fiscals que integraven 173 persones, la mediana anual d'ingressos fiscals per persona era de 15.682 €.

### Activitats econòmiques
Dels 5 establiments que hi havia el 2007, 1 era d'una empresa de construcció, 1 d'una empresa de comerç i reparació d'automòbils, 1 d'una empresa de transport, 1 d'una empresa immobiliària i 1 d'una empresa de serveis.
L'any 2000 a Marcheseuil hi havia 17 explotacions agrícoles que ocupaven un total de 1.815 hectàrees.

## Poblacions més properes
El següent diagrama mostra les poblacions més properes.